# Appias remedios
Appias remedios is een vlindersoort uit de familie van de Pieridae (witjes), onderfamilie Pierinae.
Appias remedios werd in 1980 beschreven door Schröder, H & Treadaway.